# San José de Sisa (distrito)
San José de Sisa é um distrito do Peru, departamento de San Martín, localizada na província de El Dorado.

## Transporte
O distrito de San Jose de Sisa é servido pela seguinte rodovia:
- SM-100, que liga o distrito à cidade de Moyobamba
- SM-102, que liga o distrito de Bellavista a cidade de Cuñumbuqui [1][2][3]